# Trattato del Sublime
Il Trattato del Sublime (in greco antico: Περὶ Ὕψους?, Perì Hýpsous) è, insieme alla Poetica di Aristotele, una delle più importanti opere di estetica dell'antichità. Di autore anonimo (e per questo indicato come Anonimo del Sublime), il trattato è una lunga disamina sul sublime, lo stile retorico cosiddetto elevato, che ha lo scopo di ammaliare il pubblico toccando le corde del sentimento e delle emozioni (pathos).

## Paternità e datazione dell'opera
Una questione difficilmente risolvibile è legata all'identità dell'autore, rimasto ignoto: nelle fonti antiche, infatti, il suo nome non viene mai citato, e questo genera incertezza nell'attribuzione del Trattato. Nell'intestazione del manoscritto più antico, il Parisinus Graecus 2036 del X secolo, ma anche in altri manoscritti, come il Vaticanus Graecus 285 del XVI secolo (che contiene un frammento del trattato), dove fu notato per la prima volta da Girolamo Amati nel 1808, nella tavola di riepilogo del contenuto viene riportata la dicitura «Dionisio oppure Longino» (Διονυσίου ἤ Λογγίνου), a dimostrazione che già all'epoca in cui esso fu trascritto (X secolo) si era persa memoria del suo autore, per la cui identità venivano avanzati i nomi di due eminenti retori di età imperiale, Dionisio d'Alicarnasso e Cassio Longino (per cui, talvolta, l'autore viene indicato come Pseudo-Longino o Anonimo del Sublime).
Tuttavia tale attribuzione è difficilmente sostenibile: Dionisio era su posizioni inconciliabili con quelle espresse nel Trattato, mentre per Longino la difficoltà è di carattere prettamente cronologico. Nel Trattato, infatti, è ravvisabile un intento polemico nei confronti di Cecilio di Calacte, autore vissuto verso la fine del I secolo a.C., e poiché Cassio Longino visse nel III secolo, appare improbabile che egli possa aver scritto il Sublime per confutare un autore più antico di circa quattro secoli. Inoltre, un'altra argomentazione a sfavore dell'attribuzione a Longino è il fatto che nel testo vengono citati autori vissuti non oltre il I secolo a.C. (i più recenti sono Cicerone e Teodoro di Gadara, quest'ultimo - a quanto risulta - vissuto almeno fino al 6 a.C., e la cui acmé è posta dalla Suda nel 33 a.C.). L'opera, infine, si conclude con una dissertazione sulla corruzione dell'eloquenza, argomento tipico del periodo in cui vissero autori come Tacito, Petronio e Quintiliano, i quali, ognuno a proprio modo, trattarono questo soggetto.
Oltre a questi due vengono poi proposti altri nomi. Tra essi si ricorda Ermagora, retore alla moda vissuto a Roma nel I secolo d.C., noto per essere stato scolaro di Teodoro di Gadara, a cui Augusto Rostagni attribuisce la paternità dell'opera proprio perché in essa Teodoro viene citato una volta: questa citazione più che una prova del fatto che l'Anonimo sia stato un discepolo di Teodoro serve come terminus post quem per la datazione del trattato stesso. Osta però all'attribuzione del trattato ad Ermagora teodoreo il fatto che la Suda lo presenta come condiscepolo di Cecilio di Calacte, in polemica con la cui opera Sul sublime il Trattato è stato scritto.
Un'altra ipotesi riguarda Elio Teone, nelle cui Esercitazioni retoriche sono presenti idee affini al Sublime; anche in questo caso, tuttavia, osta all'attribuzione proposta da Italo Lana il fatto che Teone condivide delle dottrine - la teoria degli status - con Cecilio di Calacte. H. Richards avanza invece il nome di Pompeo Gemino, a cui Dionisio d'Alicarnasso dedica l'epistola letteraria che va sotto il suo nome. Altre ipotesi minori: Plutarco (Vaucher), Dione di Prusa (Herrmann), Dionisio di Pergamo (B. Weiske), un non meglio identificato Dionisio Longino (M.J. Boyd).
Comunque sia, al giorno d'oggi la discussione sull'identità dell'Anonimo ha perso importanza, e la critica è concorde nel collocare l'opera nel I secolo d.C.

## Contenuto
L'Anonimo scrive per un nobile romano appassionato di letteratura greca, tale Postumio Floro Terenziano, il quale ci è per altri versi ignoto e quindi non aiuta a risolvere i problemi di datazione. Il suo intento è di esaminare cosa sia lo stile sublime, ovvero ciò che «induce a sentimenti e riflessioni più alte di quanto in esso è stato detto» e che quindi produce su tutti i lettori, e non solo su alcuni, un'impressione durevole.
L'autore apre il trattato chiamando in causa l'opera Sul Sublime di Cecilio di Calacte, che verrà presa in esame. Il suo intento polemico verso Cecilio si basa su due punti, uno solo dei quali è stato enfatizzato al massimo (2), lasciando in ombra l'altro (1), in realtà più importante: Cecilio faceva lunghi esempi di stile sublime, ma trascurava di spiegare come se ne potesse apprendere la tecnica, trascurando di trattarne le fonti. Inoltre, tra le fonti trascurate c'era naturalmente il pathos, che l'Anonimo considera una delle due fonti innate dello stile sublime - anche se, purtroppo, per guasti alla tradizione manoscritta la trattazione del pathos fatta dall'autore non ci è pervenuta.
A differenza dell'opera di Cecilio di Calacte, il Sublime si divide in due sezioni (definizione del soggetto - capp. 1–8 - e metodo per ottenerlo, cioè trattazione delle cinque fonti dello stile sublime - capp. 9–44), chiaramente riconoscibili perché scandite da formule introduttive, di passaggio e conclusive evidentissime che si ripetono con delle costanti che non possono essere casuali, e che danno al trattato una strutturazione ben precisa da manuale retorico:
1. individuazione del soggetto da trattare:
  1. definizione del fenomeno retorico che si sta trattando;
  2. forma deteriore (vitium) del fenomeno trattato;
  3. eventuale differenza da fenomeni affini, o già nominati in precedenza oppure presentati per la prima volta;
  4. eventuale suddivisione del fenomeno trattato;
2. metodo da seguire per rendere al meglio il fenomeno retorico studiato, corredato da un certo numero di esempi che hanno contribuito a fare la fortuna del Trattato.

Nel Trattato, l'autore afferma che
(Del Sublime cap. 1; trad. G. Guidorizzi)
Per comprendere a fondo queste parole, che appaiono nelle prime battute del Trattato, bisogna allontanare l'idea che il sublime sia un semplice momento di intensa evasione dalla realtà; al contrario, l'Anonimo ritiene che la letteratura sia in grado di modellare un'anima, e che parimenti per un'anima elevata e nobile sia possibile infondersi completamente in un'opera d'arte («la risonanza di una grande anima», μεγαλοφροσύνης ἀπήχημα). In questo modo però il Sublime smette di essere un semplice libello polemico di critica letteraria e abbraccia questioni di carattere etico, allargando così il suo campo e inaugurando la linea di indagine che sarà poi fatta propria dalla letteratura e dall'estetica.
Il sublime è il metro con cui si misurano l'autore e il fruitore dell'opera, tra di loro legati, come in una polarità, da un rapporto di empatia: partendo dalla convinzione che tutti gli uomini sono accomunati dalla medesima tensione, insita per natura nell'anima di ognuno, verso la grandezza, la fruizione del sublime viene vista come il riconoscimento della grandezza di spirito dell'autore, riconoscimento che si genera dal contatto con l'opera d'arte e che viene sottolineata dall'elevatezza sia dello stile, sia delle idee esposte.
L'Anonimo esemplifica tutto questo attingendo alla sua ampia conoscenza della letteratura, proponendo come modelli una serie di autori, vertici dell'arte della parola. Vengono così accostati l'uno all'altro Omero, i tragici, Pindaro, Saffo, Platone, e persino la Bibbia e un comico come Aristofane, in quanto anche il riso è un pathos giocoso, e perciò sublime in quanto sentimento innato dell'uomo: "infatti il riso è un'emozione di piacere". Scarsi sono invece i riferimenti ai poeti ellenistici:
(Del Sublime, cap. 33)
Per l'autore si pone il problema della decadenza dell'eloquenza, che nasce non solo dalla mancanza di libertà, ma anche dalla corruzione dei costumi, che distrugge quello spirito elevato da cui nasce il sublime. Il Trattato, quindi, con l'unione di letteratura ed etica, si pone all'interno del dibattito scottante che nel I secolo d.C. imperversava anche nella letteratura latina: se Petronio aveva additato le cause della decadenza nell'eccesso di retorica e nei metodi pomposi e irreali delle scuole di eloquenza, seguito da Quintiliano, senza però chiedersi il perché del distacco della scuola dalla vita reale, assai vicino alle tesi dell'Anonimo era Tacito, che riteneva causa della decadenza la stabilità portata dal Principato e la censura, che portavano ad una mancanza di libertà, che riduceva l'oratoria ad uno sterile esercizio di stile.
Qui per l'Anonimo si colloca la sostanziale differenza tra genialità e mediocrità: mentre i letterati di epoca ellenistica esaurivano il proprio compito nella produzione di testi costruiti seguendo alla perfezione una serie di regole formali, il genio poetico opera in maniera completamente differente, giocando sul rapporto tra ordine e disordine allo scopo di generare forti emozioni, senza preoccuparsi troppo delle imperfezioni e dei difetti che possono esserci nell'opera. Solo il genio, in quanto dotato di un grande spirito, è in grado di superare le convenzioni e indurre nel suo spettatore grandi emozioni capaci di rivelare nuovi aspetti della realtà, un'impresa che risulta impossibile invece per chi si rivolge la semplice perfezione stilistica, con risultati eccellenti dal punto di vista formale, ma poveri di vitalità ed emozione.
Il sublime non si identifica con il bello (καλόν), ma con ciò che è sconvolgente, che provoca sbigottimento (ἔκπληξις), sorpresa (θαυμαστόν), spavento (φόβος): per fare un esempio, Elena è stata senz'altro la donna più bella del suo tempo, ma non per questo è “sublime”, mentre per altro verso è senz'altro sublime Ecuba nelle Troiane di Euripide, quando esprime l'infinito dolore per la sorte dei figli.
Per il sublime l'Anonimo riconosce cinque fonti, in cui physis (quanto è innato in noi) e téchne (quanto possiamo apprendere con lo studio) presentano dosaggi differenti:
- due fonti sono per lo più innate: "aspirazione a vigorosi concetti" (capp. 9–15) e "passione veemente ed entusiastica" (concetto espresso attraverso la parola greca pathos), la cui trattazione, abbiamo già detto, non ci è pervenuta;
- tre fonti sono acquisibili per mezzo dell'arte retorica: figure retoriche (capp. 16–29), scelta del lessico (capp. 30–32 e 37-38) e "composizione dignitosa ed elevata" (capp. 39–43).

Nel corso dei secoli, parte dell'opera è andata perduta, per cui svariate lacune interrompono e ne rendono frammentario il corso, ostacolandone la comprensione. La prima lacuna tra i capitoli 2 e 3 ci priva della fine della discussione su arte e natura e dell'inizio della trattazione dei vitia corrispondenti allo stile sublime. La seconda e la terza lacuna rendono difficile la comprensione della suddivisione della prima fonte (il megalophyes), cui si giunge attraverso tre vie (hodoi): la megalophrosyne, che si ottiene tramite tre aretai (avere pensieri non peregrini né comuni, la scelta dei punti salienti e la loro armonica fusione, l'amplificazione di tali concetti), l'imitazione dei grandi scrittori e poeti e la fantasia che è duplice, poetica e retorica.
La quarta lacuna è tra la prima e la seconda parte della trattazione delle figure, la terza fonte. La quinta lacuna ci priva della quasi totalità della trattazione della prima parte della quarta fonte, la scelta di vocaboli appropriati e sublimi, di cui resta solo la trattazione dell'idiotismos, mentre la seconda parte è l'elocuzione tropica, anch'essa interrotta dalla sesta lacuna. La settima lacuna ci priva della parte finale, che, a seconda che si considerino o meno autentiche le ultime parole che si leggono nei manoscritti, può essere costituita dalle poche parole che rimandano ad altra opera la trattazione del pathos o dall'intera trattazione proprio della seconda fonte misteriosamente scomparsa dalla sua sede naturale, dopo la trattazione della prima fonte (le spiegazioni di questa scomparsa occupano la gran parte del travaglio critico moderno sull'opera, con spiegazioni talvolta ingegnosissime e del tutto aleatorie).
Da ciò deriva che solo la quinta fonte, che è costituita dalla breve esposizione di tre virtutes della synthesis e dei tre vitia corrispondenti, non è interrotta da lacune. Infine nell'opera ci sono tre digressioni, le prime due rispettivamente nell'ambito della prima (capp. 9.5-14: l'inizio è in lacuna; rappresentazione di dei ed eroi, paragone tra Iliade e Odissea) e della quarta fonte (capp. 33–36: paragone tra nature mediocri e nature sublimi sia di poeti che di prosatori), l'ultima alla fine (cap. 44): sembra che l'autore abbia svolto alcune considerazioni sulla libertà di parola venuta meno con l'avvento del principato Augusteo, con pensieri che si avvicinano molto al Dialogus de oratoribus di Tacito.

## Fortuna
Spesso, nel corso della storia occidentale il Sublime è stato letto e interpretato come un'opera di estetica, da quando cioè fu pubblicato a Basilea nel 1554 dall'umanista Francesco Robortello e diffuso in tutta Europa nella traduzione in francese di Nicolas Boileau (1674), esercitando così un'enorme influenza sull'estetica tardo-rinascimentale, moderna e contemporanea. Tuttavia, già ad una prima lettura appare chiaro che questa definizione non è del tutto corretta, giacché l'intento dell'Anonimo è primariamente di occuparsi di un argomento retorico, inerente alla elocutio e alla dottrina degli stili o genera elocutionis: l'operetta si inquadra dunque in quel filone di manuali che trattano monograficamente una sola sezione della retorica e non l'intera dottrina.
Questo tipo di trattazione parziale è particolarmente frequente proprio in rapporto allo studio dell'elocutio: il trattato che gli è più affine in quest'ottica è il Perì ermeneias anch'esso di incerta paternità e datazione, falsamente attribuito a Demetrio Falereo. Quello che salta agli occhi rispetto ad altri manuali è l'estrema felicità e pertinenza delle citazioni di tutto ciò che è indice di grandiosità: un esempio di stile sublime che l'Anonimo tratta nell'opera è un carme di Saffo, Ode alla gelosia (431V), detto appunto “ode sublime”.
È dunque più corretto affermare che il Sublime è un'opera polivalente, che oltre alla retorica e alla critica letteraria abbraccia temi etici ed estetici, ricorrendo a uno stile brillante, ben diverso da quello pedante della manualistica tradizionale. Si può quindi dire che il Sublime si pone come un'opera a sé stante, inquadrato in una dimensione artistica autonoma sottolineata dallo stile epistolare dell'opera stessa. Inoltre, non va dimenticato l'intento squisitamente pedagogico del Trattato, ovvero far attingere, insegnandolo loro, lo stile sublime alle future generazioni di "uomini politici", nel senso che al termine dava Aristotele.
Il Trattato è infine un unicum anche per la lingua utilizzata, che mescola forme della koinè ellenistica con stilemi elevati, espressioni tecniche, metafore, forme classiche e ricercate che producono un pastiche letterario al limite della sperimentazione linguistica.

## Il sublime oltre l'Anonimo
Lo studio del “sublime” non si conclude con l'Anonimo e il suo trattato; altri grandi della letteratura o della filosofia come Edmund Burke o Immanuel Kant tratteranno, ognuno a proprio modo, lo stesso tema. Kant, ad esempio, distingue il “sublime matematico”, mathesis, dal “sublime dinamico”, dynamis: il primo è infinito, l'altro è naturale o della physis.

## Edizioni in italiano
- Dionigi Longino, Dell'altezza del dire, trad. di Niccolò Pinelli, Padova, Giulio Crivellari, 1639.
- Trattato del Sublime, trad. di Jacopo Facciolati, Verona, Tumermani, 1733.
- Dionisio Longino, Trattato del Sublime, trad. in toscano di Anton Francesco Gori,[15] Verona, 1733; II ed., Firenze, 1737; III ed., 1748.
- Anonimo, Il Sublime, testo con apparato critico, traduzione e note italiane di Augusto Rostagni, Milano, Istituto Editoriale Italiano, 1939-1947, pp.157; Milano, Nuovo Ist. Edit. Italiano, 1982.
- Pseudo Longino, Il Sublime, trad. e note di Luigi Panzeri, a cura di Antonio Banfi, Alessandro Minuziano Editore, 1949, pp.136.
- On the Sublime, edited by D. A. Russel, Oxford 1964. [edizione critica]
- Pseudo-Longino, Del Sublime, trad., Introduzione e note a cura di Giuseppe Martano, Bari, Laterza, 1965.
- Pseudo Longino, Il Sublime, a cura di Giovanni Lombardo, Postfazione di Harold Bloom, Palermo, Aesthetica, 1987; II ed. riveduta e aggiornata, Aesthetica, 1992; III ed. integralmente rinnovata, Aesthetica, 2007, ISBN 978-88-772-6074-1.
- Pseudo Longino, Il sublime, Introduzione, prefazione, trad., note e indici a cura di Elisabetta Matelli, Presentazione di Giovanni Reale, Collana I Classici del pensiero, Milano, Rusconi, 1988, ISBN 978-88-182-2012-4, pp.224; Milano, Abscondita, 2013-2020, ISBN 978-88-841-6827-6.
- Pseudo-Longino, Del sublime, Introduzione, trad. e nota a cura di Francesco Donadi, Collana Classici greci e latini n.787, Milano, BUR, 1991, ISBN 978-88-171-6787-1, pp.416; Prefazione di Nuccio Ordine, Collana Classici del pensiero libero, Milano, RCS-Corriere della Sera, 2012.
- Anonimo, Il Sublime, a cura di Giulio Guidorizzi, Collana Oscar Classici Greci e Latini n.5, Milano 1991, ISBN 978-88-043-4737-8, pp.168; Del Sublime, Milano, Fabbri Centauria, 2018.
- Dionisio Longino, Del Sublime, Introduzione, testo critico e commentario a cura di Carlo Maria Mazzucchi, Biblioteca di Aevum Antiquum, Milano, Vita & Pensiero, 1992; Seconda edizione rivista e ampliata, Collana Testi. Letteratura greca e latina, Milano, Vita & Pensiero, 2010, ISBN 978-88-343-1667-2, pp.536.
- Sul Sublime, a cura di Stephen Halliwell, con un saggio di Massimo Fusillo, trad. di Laura Lulli, Collezione Fondazione Lorenzo Valla, Milano, Mondadori, 2021, ISBN 978-88-047-3804-6, pp.720.